# Dale Carnegie
Dale Carnegie (Carnagey até 1922)  (Maryville, Missouri, 24 de novembro de 1888 — Nova Iorque, Nova Iorque, 1 de novembro de 1955) foi um formador, escritor e orador norte-americano.

Autógrafo.

Fundou o que é hoje uma rede mundial de mais de 3.000 instrutores e escritórios em aproximadamente 97 países que já formou mais de 9 milhões de pessoas no mundo.
Autor de best-sellers como Como Fazer Amigos e Influenciar Pessoas (1936) e Como Evitar Preocupações e Começar a Viver O livro "Como Fazer Amigos e Influenciar Pessoas" surgiu em 1936, após 24 anos de treinamento, com princípios baseados em relatos verídicos de participantes.

## Biografia
Filho de William James Carnagey e Amanda Elizabeth Harbison, passou a infância no pequeno vilarejo de Maryville, no estado de Missouri. Mesmo sendo muito pobres, seus pais conseguiram o colocar em uma escola boa. O seu maior interesse eram os estudos, logrando graduar-se na faculdade estadual de Warrensburg. Dale Carnegie faleceu da doença de Hodgkin's. Casou-se, mas divorciou-se em 1931, tendo um segundo casamento em 5 de novembro de 1944 com Dorothy Vanderpool, que já tinha duas filhas do seu primeiro casamento.

## Carreira
Foi vendedor e aspirante a ator. Seu primeiro emprego depois da faculdade foi vendedor de cursos por correspondência para pecuaristas, depois começou a vender toucinho, sabão e banha de porco para a Armor & Company. Em 1912, em Nova York o Dale Carnegie (então Carnagey, já que em 1922 viria a mudar a grafia do seu nome de "Carnagey" para "Carnegie") começou a ministrar treinamentos na arte de falar em público. Posteriormente nasceu sua vontade em tornar-se um conferencista. Decidiu estudar na Academia de Artes Dramáticas para perder a timidez e iniciou a trabalhar como ator em filmes da época.
A sua obra, Como Fazer Amigos e Influenciar Pessoas é, ainda hoje, das obras mais lidas em seu tema — mais de 60 milhões de exemplares dos seus livros foram impressas e publicadas em 38 idiomas. A empresa que fundou, a Dale Carnegie Training, é hoje uma organização multinacional que se tornou líder mundial em treinamentos empresariais.

## Obras publicadas
- Como Fazer Amigos e Influenciar Pessoas (How to Win Friends and Influence People) (1936)
- Como Evitar Preocupações e Começar a Viver ("How to Stop Worrying and Start Living)
- Como Falar em Público e Influenciar Pessoas no Mundo dos Negócios (The Quick and Easy Way to Effective Speaking)
- Como Desfrutar da sua Vida e do seu Trabalho (How to Enjoy Your Life and Your Job)
- O Líder em Você (The Leader in You)
- Administrando Através das Pessoas
- Lincoln - Esse Desconhecido
- Como Venceram os Grandes Homens
- Como Falar Facilmente